# Paul A. Partain
Paul Alan Partain (Austin, 22 novembre 1946 – Austin, 28 gennaio 2005) è stato un attore statunitense, famoso per aver interpretato il personaggio di Franklin Hardesty nel film horror Non aprite quella porta.
Partain morì nel 2005 a causa di un cancro.

## Filmografia
- Lovin' Molly, regia di Sidney Lumet (1974) - non accreditato
- Non aprite quella porta (The Texas Chain Saw Massacre), regia di Tobe Hooper (1974)
- In corsa con il diavolo (Race with the Devil), regia di Peter Fonda (1975)
- Rolling Thunder (Rolling Thunder), regia di John Flynn (1977)
- Non aprite quella porta IV (Texas Chainsaw Massacre: The Next Generation), regia di Kim Henkel (1994)
- Burying Lana (1997)
- The Life of David Gale, regia di Alan Parker (2003) - non accreditato
- Non aprite quella porta 3D (Texas Chainsaw 3D), regia di John Luessenhop (2013, postumo) - Franklin Hardesty (all'inizio del film, riciclato dalla pellicola del 1974)

## Curiosità
- Originariamente Partain voleva interpretare l'autostoppista nel film Non aprite quella porta, ma non convinse molto Tobe Hooper. Alla fine ricevette il ruolo di Franklin[1].